# إرنست الأول، دوق ساكس-كوبرغ وغوتا
إرنست الأول (2 يناير 1784 - 29 يناير 1844) كان أول دوق ساكس-كوبرغ وغوتا منذ عام 1826 حتى وفاته، كان قبلها آخر دوق ساكس-كوبرغ زالفلد (كـ إرنست الثالث)، هو والد ألبرت قرين ملكة فيكتوريا؛ وبذلك يعتبر الجد إليزابيث الثانية ملكة المملكة المتحدة الرابع.

## النشأة
هو الابن الأكبر لـ فرانتس دوق ساكس-كوبرغ-زالفلد وأوغستا من رويس-إبرسدورف، وكذلك هو شقيق الأكبر لـ ليوبولد غيورغ كريستيان فريدرخ، انتخب لاحقاً كـ أول ملك البلجيكيين.
في 10 مايو 1803 عندما كان في التاسعة عشر من عمره شارك في حكومة الدوقية لأن والده كان يعاني من أمراض خطيرة، ومع وفاته في أواخر 1806 أصبح دوق ساكس-كوبرغ-زالفلد كـ«إرنست الثالث»، إلا أنه لم يتمكن من الاستيلاء رسمياً على الحكومة الدوقية؛ لأنها كانت محتلة من قبل القوات النابليونية التي كانت تحت الإدارة الفرنسية، وفي العام التالي وبعد صلح تيليست (1807)، تم لم شمل دوقية ساكس-كوبرغ-سالفيد (بعد تم حلها مسبقاً أثناء الاحتلال) واستعادتها إلى إرنست، حدث ذلك بفضل الضغط الروسي، بحيث كانت شقيقته الكبرى جولين متزوجة من شقيق القيصر الروسي.

## الزواج والأبناء
- في غوتا في 3 يوليو 1817 تزوج من لويزه من ساكس-غوتا-ألتنبورغ ابنة أوغسطس، دوق ساكس-غوتا-ألتنبورغ؛ وأنجبت له ابنين:-

1. إرنست الثاني أوغسطس كارل يوهان ليوبولد ألكسندر إدوارد، دوق ساكس-كوبرغ وغوتا.
2. فرانتس أوغسطس كارل ألبرخت إيمانويل؛ والمعروف أكثر بـ «ألبرت» زوج فيكتوريا ملكة المملكة المتحدة.

لم يكن هذا الزواج جيد لأن الزوجين كانوا متشابهين على حد سواء، انفصلا لويزه وإرنست في 1824، وتم الطلاق رسمياً في 31 مارس 1826، ظل أبناء مع والدهم، لويزه بعد سبعة أشهر من الطلاق تزوجت من إحدى عشاقها، وتوفيت في 1831.
- ثم في كوبورغ في 23 ديسمبر 1832 تزوج من ماري من فورتمبيرغ الابنة الكبرى لشقيقته أنطوانيت؛ لم تنجب له الأبناء.

وأيضا كان له ثلاثة أبناء غير شرعيين:-
- بيرتا إرنستينه فون شاوينستين (26 يناير 1817 - 15 أغسطس 1896)؛ والدتها صوفي فيرميين دي مارتيوكس، تزوجت من ابن عمتها إدوارد إدغار شميدت-لو ابن جولين الغير شرعي.
- إرنست ألبرخت برونو فون برونيك؛ والدته مارغريتا براون؛ توفي وهو صغير في 1838.
- روبرخت فرديناند فون برونيك؛ والدته أيضا مارغريتا براون؛ توفي في 1856.

## التوسعات
بعد 1813 أصبح إرنست جنرالاً بروسياً بحيث شارك في العمليات العسكرية ضد القوات النابليونية، وخاض معارك لوتزن ولايبتسيغ في 1813.
بعد هزيمة نابليون في معركة واترلو في 1815، تم إعطاء له في مؤتمر فيينا مساحة تقدر 450 كم² مع 25 ألف نسمة حول بلدة سانت فندل حيث حصلت على اسم إمارة ليشتنبرغ؛ إرنست باعها لاحقاً إلى بروسيا في 1834.
في 1825 ومع وفاة فريدرش الرابع، دوق ساكس-غوتا-ألتنبورغ دون ورثة، الذي كان عم زوجته الأولى لويزه، قام إرنست بتقاسم الدوقية بينه وبين أبناء عمومته الإرنستيين، ولأن عملية الطلاق مازالت مستمرة في ذاك الوقت، قامت الفروع الأخرى باستغلال الموقف لمد نفوذها أكثر لدفع الصفقة أفضل لأنفسهم من خلال الإصرار أنه لا يمكن أن يرث غوتا، وأخيراً توصلوا إلى حل توفيقي في 12 نوفمبر 1826، بحيث كان عليه التنازل عن زالفلد إلى ساكس-ماينينغن مقابل حصوله على غوتا وبذلك أصبح «إرنست الأول، دوق ساكس-كوبرغ وغوتا».
في كوبرغ قام إرنست بإنشاء مشاريع المختلفة، وبعض هذه المشاريع ما زالت باقية حتى يومنا هذا.
توفي إرنست في 29 يناير 1844 دفن أولا في موريزكويش ولكن أعيد لاحقاً إلى ضريح بُني حديثاً فريدهوف آم غلوكنبرغ.